# Katalin Nováková
Katalin Nováková (maďarsky Veresné Novák Katalin Éva; * 6. září 1977 Segedín) je maďarská politička, právnička a ekonomka, v letech 2022–2024 prezidentka Maďarska. Úřadu se ujala jako první žena a ve 44 letech jako nejmladší osoba v nejvyšší ústavní funkci Maďarska i nejmladší prezidentka v Evropské unii.
V letech 2018–2022 zasedala v maďarském parlamentu a v období 2020–2021 působila jako ministryně bez portfeje pro rodinnou politiku ve čtvrté vládě Viktora Orbána; v letech 2017–2021 byla místopředsedkyní strany Fidesz – Maďarská občanská unie, jíž je členkou.

## Vzdělání
V letech 1996–2001 vystudovala ekonomii na Korvínově univerzitě v Budapešti a v letech 1999–2004 práva na univerzitě v rodném Segedíně. Studijní pobyt strávila také na univerzitě Paris-Nanterre.

## Politická kariéra
V roce 2001 začala pracovat na ministerstvu zahraničních věcí, kde měla na starosti záležitosti Evropské unie. Roku 2010 se stala ministerskou poradkyní, 2012 šéfkou oddělení na ministerstvu lidských zdrojů a 2014 státní tajemnicí pro rodinu a záležitosti mládeže. Od října 2020 do prosince 2021 byla ministryní pro rodinnou politiku. V prosinci 2021 ji Fidesz navrhl jako kandidátku na funkci maďarské prezidentky. Stala se také místopředsedkyní Mezinárodní ženské demokratické unie, přičemž zpracovávala analýzy na téma prorodinné politiky.

### Prezidentka
V březnu 2022 byla zvolena maďarskou prezidentkou, když v hlasování parlamentu zvítězila nad opozičním kandidátem, ekonomem a právníkem Péterem Rónou. Získala 137 ze 188 platných hlasů. Do úřadu nastoupila 10. května 2022 a byla první ženou v této funkci v Maďarsku. Během slavnostní inaugurace odsoudila ruskou invazi na Ukrajinu a oznámila svou první zahraniční cestu ve funkci, a to do Polska. Prohlásila: „Odsuzujeme Putinovu agresi, ozbrojenou invazi do suverénního státu. Říkáme jasné ne jakékoli snaze směřující k obnově Sovětského svazu.“
V dubnu 2023 vetovala zákon schválený poslanci z její vlastní strany Fidesz, který by umožnil nahlašovat stejnopohlavní páry vychovávající děti, a to s odůvodněním, že návrh zákona se neslučuje s právními normami Evropské unie o ochraně oznamovatelů protiprávního jednání.
Dne 20. července 2023 se na konferenci zaměřené na sexuální a reprodukční práva žen, pořádané lobbistickou organizací Women Deliver, zasazovala o zvyšování porodnosti jako součásti genderové rovnosti. Vysloužila si však kritiku a organizátoři vydali prohlášení, že se s jejími názory neztotožňují: „Věříme v důležitost politik, které podporují rovné příležitosti pro všechna pohlaví a zpochybňují tradiční genderové role. Přítomnost prezidentky Novákové na zahajovací ceremonii nijak nemění náš závazek vůči těmto hodnotám,“ stojí v prohlášení. K jejímu projevu se vyjádřily i některé přítomné aktivistky. Například brazilská aktivistka a účastnice konference Bruna Martinezová uvedla, že „nerozumí tomu, jak mohla být paní prezidentka na konferenci vůbec pozvána“.
Po vlně veřejné kritiky 10. února 2024 oznámila v projevu vysílaném veřejnoprávní televizí, že na funkci prezidentky rezignuje. Důvodem kritiky byla milost, kterou v dubnu 2023 udělila Endremu Kónyovi odsouzenému za krytí nadřízeného, jenž v dětském domově v Bicske mezi lety 2004 a 2016 pohlavně zneužil minimálně deset chlapců. Při dalším vyšetřování se ukázalo, že za udělením milosti pro pedofilního zločince měl stát biskup Zoltán Balog. Premiér Viktor Orbán krátce po skandálu uvedl, že navrhne ústavní novelu, která by znemožnila udělení milosti osobám, které spáchaly zločiny na dětech. Parlamentní opozice pak vyzvala k přímé volbě prezidenta.

## Soukromý život
Oba rodiče Katalin Novákové i její bratr jsou lékaři. Je věřící, hlásí se k protestantské církvi. Manžel István Attila Veres je ekonom. Mají spolu tři děti: Ádáma (* 2004), Tamáse (* 2006) a Katu (* 2008). Hovoří plynně francouzsky, anglicky a německy, domluví se také španělsky.

## Vyznamenání a ocenění

### Domácí
- Řád sv. Štěpána Uherského (2022)
Podle zákona CCII/2011 maďarské ústavy obdržuje prezident řád jako ex-officio.[18]
- Velkokříž s řetězem Maďarského záslužného kříže (2022)
Podle zákona CCII/2011 maďarské ústavy obdržuje prezident řád jako ex-officio.[18]

### Zahraniční
- Francie: Rytíř (Chevalier) Řádu čestné legie (2019)[19]
- Polsko: Komanderský kříž Řádu za zásluhy Polské republiky (2019)[20]
- Portugalsko: Velkokříž s řetězem Řádu prince Jindřicha (2023)[21]

### Dynastické
- Bourbon-Obojí Sicílie: Dáma velkokříže Královského řádu Františka I. (2023)